# Lia Maria Aguiar
Lia Maria Aguiar Góis (2 de junho de 1938) é uma empresária, filantropa e bilionária brasileira. Filha adotiva de Amador Aguiar e irmã gêmea de Lina Maria Aguiar, Lia é detentora de 1,8% das ações do Bradesco e de 17% ações da Bradespar. Sua fortuna foi estimada em U$ 1,58 bilhão em 2018.

## Biografia
Lina, quando bebê, foi abandonada na frente ao banco Bradesco, em São Paulo. Foi então adotada por Amador. Em seguida, ele adotou também as irmãs de Lina: a gêmea Lia e Maria. Acionista minoritária no Bradesco, Lia ocupa uma vaga no conselho administrativo do grupo.
Em 2008, criou uma instituição sem fins lucrativos, a "Fundação Lia Maria Aguiar". Sediada na cidade de Campos do Jordão, local onde Lia mora, a fundação tem como foco a elaboração de projetos socioculturais para crianças e adolescentes. Até hoje, Lia já investiu mais de R$ 28 milhões na Fundação.
Em 2016, Lia abriu processo contra os demais sócios do Bradesco. De acordo com o advogado de Lia, o patrimônio dela estava sendo desviado e, por conta disso, ela pedia indenização.
Lia não possui filhos e decidiu doar todo o seu patrimônio para a fundação que leva o seu nome. Será a maior doação de uma pessoa física na história do Brasil.